# Luis de Carvajal y de la Cueva
Luis Carvajal y de la Cueva (Mogadouro, Trás-os-Montes, Portugal, 1539 - Ciudad de México, 13 de febrer de 1591) va ser un dels conqueridors d'Amèrica espanyols a Mèxic, va ser el fundador del Nuevo Reino de León. Exercí com comerciant, militar, aventurer i polític. Era un cristià nou d'origen jueu. Morí a la presó.
A Cap Verd, durant 13 anys es dedicà al comerç d'esclaus.
Decidí traslladar-se a Sevilla on l'any 1564 es va casar amb Guiomar de Ribera, originària de Lisboa. Al poc temps va emprendre una expedició al Nou Món amb el seu propi vaixell i com a segon al comandament de la Flota d'Índies. Una vegada a Amèrica, va ser nomenat batlle del Tampico (ciutat mexicana). A la tardor de 1568 apressà a 77 anglesos de l'expedició de John Hawkins que saquejaven la costa de Tamaulipas. Martín Enríquez de Almansa, virrei de Nova Espanya, quedà impressionat per aquest fet i el nomenà capità. Realitzà diverses expedicions, en una de les quals creuà el Río Bravo, essent el primer espanyol en entrar en el territori de l'actual Texas després de l'accidentada odissea de Álvar Núñez Cabeza de Vaca. Va ser acusat d'abús d'autoritat (esclavitzar i vendre indígenes).
En ocasió de la segona estada a Amèrica i davant el consell d'Índies proposà el 1579 la colonització del territori mexicà de mar a mar; i aconseguí la confiança de les autoritats per a tornar a Nueva España com a governador i capità general per a l'establiment del Nou Regne de Lleó (l'actual estat de Nuevo León, Coahuila, Tamaulipas i el sud de l'actual estat de Texas). Fundà l'assentament denominat San Luis Rey de Francia (després Monterrey).